# Barrington Atlas of the Greek and Roman World
Le Barrington Atlas of the Greek and Roman World est un atlas historique de grand format, de l'ancienne Europe, Asie et Afrique du Nord, édité par l'historien Richard Talbert, professeur d'histoire ancienne à l'université de Caroline du Nord.

## Histoire
L'atlas a été publié par les presses de l'Université de Princeton en 2000.

## Récompenses
L'ouvrage a été primé en 2000 par les Publishers Award comme Best Professional/Scholarly Multivolume Reference Work in the Humanities.